# Metin Kurt
 (septembre 2012).
Si vous disposez d'ouvrages ou d'articles de référence ou si vous connaissez des sites web de qualité traitant du thème abordé ici, merci de compléter l'article en donnant les références utiles à sa vérifiabilité et en les liant à la section « Notes et références ».
Metin Kurt (né le 15 mars 1948 à Kırklareli en Turquie et mort le 24 août 2012 à Istanbul), surnommé « çizgi Metin », est un footballeur international turc (milieu de terrain). 
Célèbre pour avoir été le premier joueur de football turc à avoir fait grève, il est par ailleurs le fondateur du tout premier syndicat sportif de Turquie (Spor-Sen). 

## Biographie

### Enfance
Metin Kurt naît selon le registre d'état civil le 15 mars 1948 à Kirklareli (Tekirdağ), mais officieusement il serait né en décembre de la même année dans le quartier de Karagümrük à Istanbul. Il est l'enfant d'une famille de 8. Le père de Metin Kurt est un migrant originaire de Thessalonique et sa mère une Bulgare. Son père décède quand il a 8 ans. Son frère Ismail, qui jous au football dans le club de Galatasaray, permettait à la famille de vivre grâce à son salaire. Son frère Ismail a toujours voulu que Metin devienne professeur de mathématique ou ingénieur en physique, mais Metin avait décidé de devenir footballeur. Son premier club de football fut Yeni Carsispor, un club basé dans le quartier de Beyoglu.

### Ses débuts
Metin signe son premier contrat professionnel avec Alibeyköy Adaletspor. Lors de cette signature, il reçut 3 000 lira qu'il donne à sa mère pour faire vivre la famille. Maintenant qu'Ismail est marié, c'est à Metin de subvenir au besoin de sa famille. Le club d'Izmir, Altay qui évolue en division supérieure à l'époque est séduit par son talent et le recrute. Alors qu'il a seulement 17 ans, Metin Kurt est dans l'effectif lors de la finale Altay-Göztepe. L'entraîneur d'Altay Halil Bıçakçı, lui avait promis de le titulariser en finale de Coupe du Président de la République si Altay remportait la Coupe de Turquie. Cette année là Altay remporta la coupe de Turquie et Metin fut titularisé à seulement 17 ans lors de la finale de la Coupe du président de la République. Dans les tribunes ce jour-là, il y a son frère Ismail Kurt et l'entraîneur de PTT; Tamer Güney. Celui-ci est séduit de la performance de Metin Kurt et à la mi-temps se met d'accord avec son frère pour le faire transférer à PTT. Metin Kurt raconte son transfert à PTT ainsi « Mon père est décédé quand j'étais petit et de ce fait c'était mon frère qui commandé à la maison. Mon frère ordonnait, nous exécutions. » Son frère avait choisi donc Metin devait exécuter. Il évolua à PTT durant 3 saisons. Il fut prêté à Galatasaray en 1970 et refusa de retourner à PTT. 

### Consécration à Galatasaray
Il est définitivement transféré à Galatasaray pour la somme de 225 000 lira pour 3 ans. Il est transféré en même temps qu'Avni et Tuncay, 2 autres joueurs évoluant avec lui au PTT. Son arrivée coïncide avec le départ de la légende vivante du club, Metin Oktay. Il porte le même prénom que le meilleur buteur du club. Remplacer Metin Oktay n'est pas une chose facile. Dès le début, il est l'un des joueurs clés de l'effectif de l'entraîneur anglais Brian Birch. Metin marque son premier but face au grand rival de Fenerbahçe en Coupe de TSYD (Associations des journalistes sportifs de Turquie). En début de saison, il montre sa capacité à adresser des passes décisives et trouve le chemin des filets seulement lors de la 5e journée de championnat face à Ankaragücü alors que Galatasaray est sur une série de non-victoire. À la fin de la saison 1970/1971, il finit meilleur buteur et meilleur passeur ex-aequo avec son camarade Gökmen Özdenak de Galatasaray. 
Il remporte avec Galatasaray 3 titres de Turquie de suite de 1971 à 1973. Metin Kurt est devenue l'un de joueurs favoris des supporters et l'un des joueurs moteurs de son club. En 1976, Galatasaray qui affronte Trabzonspor en finale de la Coupe de Turquie remporte le trophée. Les dirigeants qui avait promis une prime de 10 000 lira ne tiennent pas leurs promesses, et c'est le début de la première grève des footballeurs en Turquie. Les joueurs menés par Metin Kurt font une grève des entraînements pendant plusieurs jours. Parmi les joueurs qui participent à cette grève on retrouve Yasin Özdenak, Gökmen Özdenak, et Mehmet Oğuz. En parallèle, Metin a l'intention de créer le premier syndicat sportif de Turquie. La grève prend cependant très vite fin, car certains joueurs avaient peur de se retrouver confronter aux dirigeants. Le club pousse Metin à quitter le club pour celui de Kayserispor. 

### Fin de carrière à Kayseri
À Kayseriepor aussi, il est écarté du groupe pour des propos tenu dans un journal local. Metin ne voulait en aucun cas résilié son contrat et annonce qu'il restera au club jusqu'à obtention d'un accord avec le club. Le président du club de l'époque, Osman Erköse, annonce dans les médias que "Kayserispor appartient au peuple. Le peuple veut le retour de Metin, s'il te plait revient". Après cela, il revient à Kayserispor avec lequel il évolue pendant 2 ans. À la fin de son contrat, il décide de mettre fin à sa carrière de footballeur alors âgé de 30 ans pour poursuivre d'autres ambitions. 

### En équipe nationale
Metin Kurt a porté le maillot national 26 fois, et 11 fois avec les équipes de jeunes. Sous le maillot de la Turquie, Metin a inscrit 4 buts.
| 1. | 17 septembre 1969 | 19 Mayıs Stadyumu, Ankara, Turquie    |  | 4-0 | 4-0 | ECO Coupe                                  | [ 2 ] |  |  |  |  |
| 2. | 24 septembre 1969 | Stade d'Inönü, Istanbul, Turquie      |  | 1-0 | 3-0 | Match amical                               | [ 3 ] |  |  |  |  |
| 3. | 13 décembre 1970  | Stade d'Inönü, Istanbul, Turquie      |  | 1-0 | 2-1 | Match éliminatoire de la coupe d'Europe 72 | [ 4 ] |  |  |  |  |
| 4. | 18 Nisan 1973     | Stade d'Atatürk Izmir, Izmir, Turquie |  | 1-0 | 5-2 | Coupe des Balkans                          | [ 5 ] |  |  |  |  |
|    |                   |                                       |  |     |     |                                            |       |  |  |  |  |

### Politique
Le 13 décembre 2010, il devient le président fondateur du syndicat de sportif de Turquie; Türkiye Devrimci Spor Emekçileri Sendikası (Spor-Sen) qui est rattaché à la centrale DISK. 
Metin Kurt est membre du Parti Communiste de Turquie pendant plusieurs années. Il est candidat aux élections législatives de 2011, sous l'étiquette du Parti Communiste de Turquie mais ne réussit pas à se faire élire.